# Warmianos
Los warmianos (warmios o warmi) eran uno de los clanes prusios que se mencionan en la crónica de Peter von Dusburg. Vivieron en Warmia, un territorio que desde 1945 pertenece en su mayor parte a Polonia y estaba situado entre la laguna del Vístula y los ríos Łyna y Pasłęka.
Tras la llegada de los primeros duques polacos, hubo diversas tentativas de invadir el territorio a partir de 997 d. C. El método habitual era la cristianización de la población pagana local. Siguieron varias cruzadas, a petición de Conrado de Masovia, y ataques a los territorios prusios de los yotvingios, que luego se convirtieron en territorio polaco, y los galindios. Cuando los prusios y pomeranos se defendieron de los ataques polacos, Conrado, que ya había solicitado previamente ayuda para la cruzada, llamó a la Orden Teutónica.
Los warmianos, junto con otras tribus prusias, fueron sometidos por los caballeros teutónicos y convertidos al Cristianismo. Se construyeron muchas ciudades y pueblos y la población creció con la colonización alemana, inmigración varia europea y de Polonia. Los prusios fueron asimilados y el idioma prusiano se extinguió hacia finales del siglo XVII o principios del XVIII.

## Historia
Tras llegar a Chełmno en 1230, los caballeros teutónicos empezaron a someter a los paganos prusios con el objetivo de convertirlos al cristianismo. Los warmianos, junto a los bartianos y natangianos, fueron dominados entre 1238 y 1241. Durante una de las primeras incursiones teutónicas a Warmia, los cruzados destruyeron Honeda, una fortaleza warmiana, y construyeron Balga, su propio castillo. Según la táctica habitual, los cruzados usaban Balga como base para su expansión. La fortaleza fue uno de los cinco castillos que no sucumbieron al Gran Levantamiento Prusiano, que tuvo lugar en 1249 y finalizó con la firma del Tratado de Christburgo. La Orden Teutónica también construyó los castillos de Braunsberg y Heilsberg.
Tras la humillante derrota de los cruzados en la batalla de Durbe en 1260, los prusios se rebelaron de nuevo. El Gran Levantamiento Prusiano duró catorce años. Los warmianos eligieron a Glappo como caudillo y se unieron al levantamiento. Durante los primeros tiempos de la revuelta, Glappo y su ejército tomaron Braunsberg, pero no pudieron hacerse con Balga. En 1266, los nobles del Margraviato de Brandeburgo llegaron a Prusia y construyeron un castillo en la frontera entre Warmia y Natangia, entre Balga y Königsberg. El castillo de Brandenburg (hoy Ushakovo) resistió todos los ataques prusios. Glappo fue capturado y ahorcado cuando intentaba reconquistar la fortaleza en 1273. El levantamiento finalizó un año más tarde, y fue la última vez que los warmianos se rebelaron. Más tarde fueron asimilados lentamente por alemanes y polacos. Los polacos se asentaron en gran número tras la Segunda Paz de Thorn (1466) y retiraron la Archidiócesis de Warmia como autoridad sobre los caballeros teutónicos. La soberanía fue reemplazada en favor de la Corona del Reino de Polonia como parte de la provincia de Prusia Real.

## Etimología
Hay muchas teorías sobre el origen de la palabra Warmia, a resaltar la derivada de la palabra prusia wormyan (‘rojo’) y en lituano la palabra varmas (‘mosquito’). En tal caso, podría tener un origen místico con un culto a las lombrices, asociadas a la fertilidad. Como era común en el folclor, algunas tribus se asignaban nombres de sus caudillos y en este caso podría aplicarse a Warmo, nombre usado por los alemanes y derivado de su viuda Erma.